# China Resources Center
La tour China Ressources Center Tower ou CRC Tower est un gratte-ciel de 210 mètres construit en 2001 à Bangkok en Thaïlande dans le khet de Pathum Wan. L'immeuble a été conçu par l'agence d'architecture de Hong Kong, P & T Architects & Engineers.
Cette tour fait partie de l'ensemble de gratte-ciel All Season Place.
L'ensemble All Season Place, c'est la tour China Ressources Centre (immeuble de bureaux haut de 210 m) et quatre plus petits immeubles : deux immeubles de bureaux M Thai Tower et Capitol Tower, le condominium All Saison Mansion (immeuble d'habitation) et l'Hôtel Conrad.

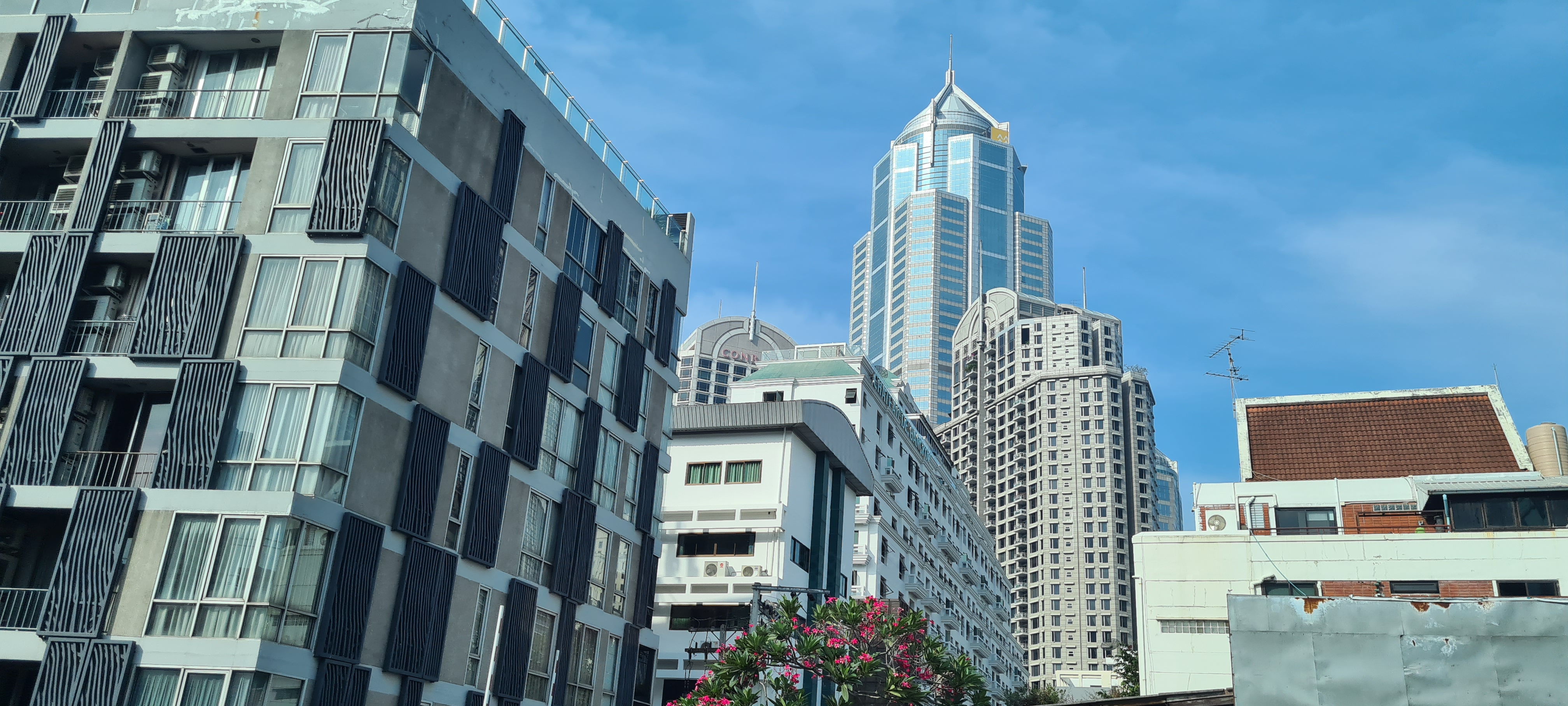
La tour China Ressources Center, le condominium All Saison Mansion et l'Hôtel Conrad